# Dicranomyia (Caenolimonia) interstitialis
Dicranomyia (Caenolimonia) interstitialis is een tweevleugelige uit de familie steltmuggen (Limoniidae). De soort komt voor in het Neotropisch gebied.